# El Pibe Cabeza (película)
El Pibe Cabeza es una película de Argentina filmada en Eastmancolor estrenada el 17 de abril del año 1975. Dirigida por Leopoldo Torre Nilsson. Escrita por Leopoldo Torre Nilsson, Luis Pico Estrada y Beatriz Guido, según un argumento de Julio César Vázquez. Protagonizada por Alfredo Alcón. Coprotagonizada por José Slavin, Edgardo Suárez, Raúl Lavié, Emilio Alfaro, Silvia Montanari, Ana Casares, Jacques Arndt, Hedy Crilla y Fernando Iglesias "Tacholas". También, contó con la actuación especial de Marta González.

## Sinopsis
La vida, carrera y muerte en la década de 1930 del gánster Rogelio Gordillo, alias El Pibe Cabeza.

## Reparto
Participaron en el filme los siguientes intérpretes:
- Alfredo Alcón … Rogelio Gordillo, alias "El Pibe Cabeza"
- José Slavin … Caprioli
- Edgardo Suárez … Nene Martínez
- Raúl Lavié … Negro Mota
- Emilio Alfaro … Romano
- Silvia Montanari … Amante de El Pibe
- Ana Casares … Lucía
- Marta González … Julieta Dunne
- Jacques Arndt … Rolando Dunne
- Oscar Ferreiro
- Lilian Riera … Sra. Dunne
- Jorge Povarché
- Mario Luciani … Hermano de Martínez
- Francisco Mónaca
- Hedy Crilla … Granjera
- Juan Carlos Puppo … Cabo Contreras
- Pachi Armas … Agente Carlos Morales
- Fernando Iglesias … Peluquero
- Héctor Tealdi … Deditos
- Augusto Larreta … Rematador
- Pete Martin
- María Cignacco
- Simón Pereyra Martínez
- Pedro Desio
- Marisa Torres
- Ana María Russo
- Manuel Alvallo
- Gustavo Weiss
- Horacio Casares
- Edgardo Nervi
- Víctor Gola
- Rodríguez Cabanillas
- Alberto Drago
- Juan Carlos Casas
- Laura Thompson
- Marcela Martínez
- Rafael Velázquez
- Mary Drago
- Roberto Doménico
- Ricardo Greco
- Oscar López
- Marta Silva
- Carlos Sinópolis
- Horacio Barylis
- Miguel Guerberof
- Franco Balestrieri
- Jorge Fiorentino
- Jorge Massip … Guardiacárcel

## Comentarios
La Opinión escribió:

”Un cine sin sorpresas estéticas, pero hábilmente funcional, armado con eficacia.”

Rómulo Berruti en Clarín dijo:

”Un contenido que explota mucho más la anécdota que sus implicancias de fondo.”

Manrupe y Portela escriben:

”Reiterativo film-de-maffia de la última etapa del director. Con atractivos comerciales, pero repitiendo actores, libro y un tema casi agotado .”